# Tetraethylorthosilicat
Tetraethylorthosilicat, auch Tetraethoxysilan, Kieselsäuretetraethylester oder Ethylsilicat, kurz TEOS genannt, ist ein Ethylester der Orthokieselsäure.

## Herstellung
TEOS wird großtechnisch durch Alkoholyse von Siliciumtetrachlorid mit Ethanol hergestellt.
{\displaystyle \mathrm {SiCl_{4}+4\ C_{2}H_{5}OH\longrightarrow Si(OC_{2}H_{5})_{4}+4\ HCl} }

## Eigenschaften
Tetraethoxysilan ist eine farblose Flüssigkeit, die unter Normaldruck bei 168 °C siedet. Die Dampfdruckfunktion ergibt sich nach Antoine entsprechend log10(P) = A−(B/(T+C)) (P in bar, T in K) mit A = 4,17312, B = 1561,277 und C = −67,572 im Temperaturbereich von 289 bis 441,7 K. Die Verdampfungsenthalpie beträgt 49,5 kJ·mol−1 Als Feststoff kann die Verbindung in zwei polymorphen Kristallformen vorliegen. Unterhalb von −85,45 °C liegt die Kristallform II vor. Diese wandelt sich bei dieser Temperatur in einer Festphasenumwandlung mit einer Umwandlungenthalpie von 13,2 kJ·mol−1 in die Kristallform I um, die dann bei −82,15 °C mit einer Schmelzenthalpie von 11,14 kJ·mol−1 schmilzt.
Tetraethoxysilan bildet oberhalb des Flammpunktes entzündliche Dampf-Luft-Gemische. Die Verbindung hat einen Flammpunkt von 37 °C. Der Explosionsbereich liegt zwischen 0,77 Vol.‑% (67 g/m³) als untere Explosionsgrenze (UEG) und 23 Vol.‑% als obere Explosionsgrenze (OEG). Die Zündtemperatur beträgt 230 °C.  Der Stoff fällt somit in die Temperaturklasse T3.

## Verwendung
Es wird in Sol-Gel-Prozessen als Siliciumdioxid-Prekursor zur Herstellung von kolloidalen Sol-Gel-Systemen benutzt. In Wasser ist die Verbindung weitgehend unlöslich. Als Reaktionsmedium wird daher meist ein Gemisch aus Ethanol und Wasser verwendet. Im Neutralen hydrolysiert TEOS in Wasser sehr langsam (mehrere Stunden) zu Orthokieselsäure und Ethanol:
{\displaystyle \mathrm {C_{8}H_{20}O_{4}Si+4\ H_{2}O\longrightarrow Si(OH)_{4}+4\ C_{2}H_{5}OH} }
wobei die gebildete Orthokieselsäure durch Ausbildung von Si–O–Si-Bindungen und Abgabe von Wasser weiter in Siliciumdioxid zerfällt:
{\displaystyle \mathrm {H_{4}SiO_{4}\longrightarrow H_{2}SiO_{3}+\ H_{2}O} }
{\displaystyle \mathrm {H_{2}SiO_{3}\longrightarrow SiO_{2}+\ H_{2}O} }
Erheblich schneller erfolgt die Hydrolyse im Sauren oder Alkalischen, da beides die Reaktion erheblich katalysiert. Im Ammoniakalischen können aus einer TEOS/Ethanol-Mischung, die etwas Wasser enthält, monodisperse Siliciumdioxid-Partikel erhalten werden. In der sogenannten Stöber-Synthese kann durch die Wahl der Konzentrationen, Temperaturen und Ammoniakmenge die Partikelgröße im Bereich von ca. 20–500 nm eingestellt werden. Das Verfahren wird beispielsweise zur Herstellung von photonischen Kristallen und künstlichen Opalen verwendet.
In der Zahntechnik findet Tetraethylorthosilikat Verwendung beim Abbindeprozess silikatgebundener Einbettmassen.